# Mistrzostwa Świata w Biathlonie Letnim 2010
14. Mistrzostwa Świata w Biathlonie Letnim odbyły się w dniach 19 - 26 września 2010 r. w Dusznikach-Zdroju, w Polsce. Początkowo zawody miały być rozgrywane w Bansku, lecz na skutek powodzi w Bułgarii ośrodek został zniszczony i zawody przełożono. Zawodnicy rywalizowali w dwóch konkurencjach indywidualnych, zarówno wśród kobiet i mężczyzn, oraz jednej drużynowej, sztafecie mieszanej. Podczas mistrzostw o medale walczyli będą również juniorzy. Z racji przeniesienia dwa tygodnie przed terminem zawodów do Polski, na starcie zabrakło biathlonistów z czołowych ekip biathlonowych, w tym z Norwegii, Niemiec czy Szwecji.

## Terminarz
Opracowano na podstawie materiału źródłowego:
| Dzień       | Konkurencja       | Dystans               | Kategoria | Liczba uczestników | CET   |
| ----------- | ----------------- | --------------------- | --------- | ------------------ | ----- |
| 23 września | sztafeta mieszana | 2 × 6 km + 2 × 7,5 km | juniorzy  | 4 × 8              | 11:00 |
| 23 września | sztafeta mieszana | 2 × 6 km + 2 × 7,5 km | seniorzy  | 4 × 8              | 14:30 |
| 25 września | sprint mężczyzn   | 10 km                 | juniorzy  | ?                  | 10:15 |
| 25 września | sprint kobiet     | 7,5 km                | juniorki  | ?                  | 11:15 |
| 25 września | sprint kobiet     | 7,5 km                | seniorki  | 31                 | 14:00 |
| 25 września | sprint mężczyzn   | 10 km                 | seniorzy  | ?                  | 15:15 |
| 26 września | bieg pościgowy    | 12,5 km               | juniorzy  | ?                  | 11:00 |
| 26 września | bieg pościgowy    | 10 km                 | juniorki  | ?                  | 12:00 |
| 26 września | bieg pościgowy    | 10 km                 | seniorki  | ?                  | 14:15 |
| 26 września | bieg pościgowy    | 12,5 km               | seniorzy  | ?                  | 15:15 |

## Wyniki seniorów

### Mężczyźni

#### Sprint
| Medal | Zawodnik             | Narodowość | Strzelanie | Wynik   | Strata |
| ----- | -------------------- | ---------- | ---------- | ------- | ------ |
|       | Dušan Šimočko        | Słowacja   | 1+1        | 24:21,1 | -      |
|       | Matej Kazár          | Słowacja   | 1+0        | 24:22,6 | +1,5   |
|       | Andrejs Rastorgujevs | Łotwa      | 1+0        | 24:25,6 | +4,5   |
| 4     | Tomasz Sikora        | Polska     | 0+1        | 24:45,4 | +24,3  |
| 5     | Andriej Makowiejew   | Rosja      | 2+0        | 24:47,3 | +26,2  |
| 6     | Tomáš Holubec        | Czechy     | 1+0        | 24:52,1 | +31,0  |
| 7     | Sebastian Witek      | Polska     | 0+1        | 24:58,4 | +37,3  |
| 8     | Artem Pryma          | Ukraina    | 1+0        | 25:04,7 | +43,6  |
| 9     | Serhij Semenow       | Ukraina    | 1+2        | 25:06,1 | +45,0  |
| 10    | Timofiej Łapszyn     | Rosja      | 0+2        | 25:08,5 | +47,4  |

#### Bieg pościgowy
| Medal | Zawodnik             | Narodowość | Strzelanie | Wynik   | Strata  |
| ----- | -------------------- | ---------- | ---------- | ------- | ------- |
|       | Matej Kazár          | Słowacja   | 2+1+1+0    | 32:00,3 | -       |
|       | Timofiej Łapszyn     | Rosja      | 1+0+1+1    | 32:01,2 | +0,9    |
|       | Andrejs Rastorgujevs | Łotwa      | 1+0+0+2    | 32:19,8 | +19,5   |
| 4     | Dušan Šimočko        | Słowacja   | 0+3+1+1    | 32:27,3 | +27,0   |
| 5     | Tomasz Sikora        | Polska     | 0+1+0+1    | 32:30,5 | +30,2   |
| 6     | Serhij Semenow       | Ukraina    | 2+0+1+0    | 32:36,0 | +35,7   |
| 7     | Edgars Piksons       | Łotwa      | 0+0+0+0    | 32:55,2 | +54,9   |
| 8     | Tomáš Holubec        | Czechy     | 2+1+1+0    | 33:30,7 | +1:30,4 |
| 9     | Roman Pryma          | Ukraina    | 1+1+1+1    | 33:38,9 | +1:38,6 |
| 10    | Andriej Makowiejew   | Rosja      | 0+1+2+2    | 34:03,9 | +2:03,6 |

### Kobiety

#### Sprint
| Medal | Zawodnik          | Narodowość       | Strzelanie | Wynik   | Strata  |
| ----- | ----------------- | ---------------- | ---------- | ------- | ------- |
|       | Krystyna Pałka    | Polska           | 1+0        | 19:42,4 | -       |
|       | Agnieszka Cyl     | Polska           | 1+1        | 20:30,5 | +48,1   |
|       | Ľubomíra Kalinová | Słowacja         | 0+0        | 20:53,5 | +1:11,1 |
| 4     | Jana Gereková     | Słowacja         | 2+0        | 21:02,4 | +1:20,0 |
| 5     | Magdalena Gwizdoń | Polska           | 0+3        | 21:11,2 | +1:28,8 |
| 6     | Anna Sorokina     | Rosja            | 2+0        | 21:20,1 | +1:37,7 |
| 7     | Éva Tófalvi       | Rumunia          | 1+1        | 21:48,6 | +2:06,2 |
| 8     | Mari Eder         | Finlandia        | 0+3        | 21:53,3 | +2:09,9 |
| 9     | Marija Diemidowa  | Rosja            | 0+1        | 22:03,2 | +2:20,8 |
| 10    | Mun Ji-hee        | Korea Południowa | 0+4        | 22:09,5 | +2:27,1 |

#### Bieg pościgowy
| Medal | Zawodnik           | Narodowość       | Strzelanie | Wynik   | Strata  |
| ----- | ------------------ | ---------------- | ---------- | ------- | ------- |
|       | Agnieszka Cyl      | Polska           | 0+1+0+0    | 30:29,6 |         |
|       | Krystyna Pałka     | Polska           | 1+1+1+1    | 31:36,4 | +1:06,8 |
|       | Magdalena Gwizdoń  | Polska           | 2+0+0+1    | 33:01,6 | +2:32,0 |
| 4     | Éva Tófalvi        | Rumunia          | 0+0+1+1    | 33:39,4 | +3:09,8 |
| 5     | Anna Sorokina      | Rosja            | 3+1+1+0    | 33:49,9 | +3:20,3 |
| 6     | Mun Ji-hee         | Korea Południowa | 0+1+3+0    | 33:56,4 | +3:26,8 |
| 7     | Jana Gereková      | Słowacja         | 1+1+1+2    | 34:02,0 | +3:32,4 |
| 8     | Jewgienija Siedowa | Rosja            | 1+0+0+2    | 34:02,3 | +3:32,7 |
| 9     | Paulina Bobak      | Polska           | 0+0+0+1    | 34:26,8 | +3:57,2 |
| 10    | Ľubomíra Kalinová  | Słowacja         | 1+0+2+1    | 34:46,4 | +4:16,8 |

### Konkurencja mieszana
| Medal | Zawodnik                                                                   | Narodowość       | Strzelanie | Wynik     | Strata  |
| ----- | -------------------------------------------------------------------------- | ---------------- | ---------- | --------- | ------- |
|       | Krystyna Pałka Magdalena Gwizdoń Tomasz Sikora Mirosław Kobus              | Polska           | 0+5 0+5    | 1:11:23,2 |         |
|       | Maria Diemidowa Jewgienija Siedowa Andriej Makowiejew Jewgienij Garaniczew | Rosja            | 1+7 0+4    | 1:11:37,1 | +13,9   |
|       | Jana Gereková Ľubomíra Kalinová Matej Kazár Dušan Šimočko                  | Słowacja         | 2+6 0+7    | 1:12:35,2 | +1:12,0 |
| 4     | Ludmiła Pysarenko Swietłana Krykonczuk Roman Pryma Serhij Semenow          | Ukraina          | 0+7 0+9    | 1:13:34,6 | +2:11,4 |
| 5     | Jo In-hee Mun Ji-hee Lee In-bok Jun Je-uk                                  | Korea Południowa | 1+8 0+6    | 1:13:41,9 | +2:18,7 |
| 6     | Iryna Babecka Darja Jurkiewicz Maksim Jeliseju Siergiej Daszkiewicz        | Białoruś         | 1+9 0+3    | 1:14:32,3 | +3:09,1 |
| 7     | Madara Līduma Gerda Krūmiņa Edgars Piksons Andrejs Rastorgujevs            | Łotwa            | 0+7 2+8    | 1:14:52,4 | +3:29,2 |
| 8     | Lea Johanidesová Jitka Landová Tomáš Holubec Tomáš Krupčík                 | Czechy           | 0+8 2+7    | 1:18:00,0 | +6:36,8 |

## Wyniki juniorów

### Mężczyźni

#### Sprint
| Medal | Zawodnik | Narodowość | Strzelanie | Wynik | Strata |
| ----- | -------- | ---------- | ---------- | ----- | ------ |
|       |          |            |            |       |        |
|       |          |            |            |       |        |
|       |          |            |            |       |        |
| 4     |          |            |            |       |        |
| 5     |          |            |            |       |        |
| 6     |          |            |            |       |        |
| 7     |          |            |            |       |        |
| 8     |          |            |            |       |        |
| 9     |          |            |            |       |        |
| 10    |          |            |            |       |        |

#### Bieg pościgowy
| Medal | Zawodnik | Narodowość | Strzelanie | Wynik | Strata |
| ----- | -------- | ---------- | ---------- | ----- | ------ |
|       |          |            |            |       |        |
|       |          |            |            |       |        |
|       |          |            |            |       |        |
| 4     |          |            |            |       |        |
| 5     |          |            |            |       |        |
| 6     |          |            |            |       |        |
| 7     |          |            |            |       |        |
| 8     |          |            |            |       |        |
| 9     |          |            |            |       |        |
| 10    |          |            |            |       |        |

### Kobiety

#### Sprint
| Medal | Zawodnik | Narodowość | Strzelanie | Wynik | Strata |
| ----- | -------- | ---------- | ---------- | ----- | ------ |
|       |          |            |            |       |        |
|       |          |            |            |       |        |
|       |          |            |            |       |        |
| 4     |          |            |            |       |        |
| 5     |          |            |            |       |        |
| 6     |          |            |            |       |        |
| 7     |          |            |            |       |        |
| 8     |          |            |            |       |        |
| 9     |          |            |            |       |        |
| 10    |          |            |            |       |        |

#### Bieg pościgowy
| Medal | Zawodnik | Narodowość | Strzelanie | Wynik | Strata |
| ----- | -------- | ---------- | ---------- | ----- | ------ |
|       |          |            |            |       |        |
|       |          |            |            |       |        |
|       |          |            |            |       |        |
| 4     |          |            |            |       |        |
| 5     |          |            |            |       |        |
| 6     |          |            |            |       |        |
| 7     |          |            |            |       |        |
| 8     |          |            |            |       |        |
| 9     |          |            |            |       |        |
| 10    |          |            |            |       |        |

### Konkurencja mieszana
| Medal | Zawodnik | Narodowość | Strzelanie | Wynik | Strata |
| ----- | -------- | ---------- | ---------- | ----- | ------ |
|       |          |            |            |       |        |
|       |          |            |            |       |        |
|       |          |            |            |       |        |
| 4     |          |            |            |       |        |
| 5     |          |            |            |       |        |
| 6     |          |            |            |       |        |
| 7     |          |            |            |       |        |
| 8     |          |            |            |       |        |
| 9     |          |            |            |       |        |
| 10    |          |            |            |       |        |